# Les Enfants du joyau
Les Enfants du joyau (titre original (en) : Children of the Lens) est un roman de science-fiction de l'écrivain américain Edward Elmer Smith paru en 1947. Ce roman est le cinquième volume du Cycle du Fulgur dans l'ordre des publications, mais le sixième et avant-dernier volet du cycle dans l'ordre de la narration.

## Édition française
- E. E. "Doc" Smith, Les Enfants du joyau, traduit de l'américain par Richard Chomet, Albin Michel, coll. « Super-Fiction », n°26, 1978,  (ISBN 2-226-00463-7).